# Serie A 1977-1978 (pallacanestro femminile)
Il campionato di Serie A di pallacanestro femminile 1977-1978 è stato il quarantasettesimo organizzato in Italia.
La formula rimane invariata: le sedici società vengono divise in due gironi da otto, con partite di andata e ritorno. Le prime quattro di ogni girone si classificano per la Poule Scudetto, le ultime quattro per la Poule Salvezza. La prima classificata vince il titolo, le ultime tre retrocedono in Serie B.
La Geas Sesto San Giovanni vince il suo ottavo titolo (quinto consecutivo), dopo aver vinto il girone A della prima fase e la Poule Scudetto, superando Teksid Torino e Algida Roma.

## Prima fase

### Girone A
|  |    | Classifica finale 1977-1978        | Pt | G  | V  | P  | PtF  | PtS  |
|  | -- | ---------------------------------- | -- | -- | -- | -- | ---- | ---- |
|  | 1. | Geas Sesto San Giovanni            | 28 | 14 | 14 | 0  | 1277 | 748  |
|  | 2. | Teksid Torino                      | 20 | 14 | 10 | 4  | 1003 | 872  |
|  | 3. | Foglia & Rizzi Parma               | 18 | 14 | 9  | 5  | 910  | 850  |
|  | 4. | A.S. Vicenza                       | 14 | 14 | 7  | 7  | 824  | 880  |
|  | 5. | Pejo Brescia                       | 12 | 14 | 6  | 8  | 842  | 918  |
|  | 6. | Ceramiche Forlivensi Busto Arsizio | 12 | 14 | 6  | 8  | 901  | 986  |
|  | 7. | Plia Castelli Bologna              | 6  | 14 | 3  | 11 | 759  | 937  |
|  | 8. | Annabella Pavia                    | 2  | 14 | 1  | 13 | 693  | 1012 |

### Girone B
|  |    | Classifica finale 1977-1978 | Pt | G  | V  | P  | PtF  | PtS  |
|  | -- | --------------------------- | -- | -- | -- | -- | ---- | ---- |
|  | 1. | Pagnossin Treviso           | 26 | 14 | 13 | 1  | 1126 | 795  |
|  | 2. | Algida Roma                 | 22 | 14 | 11 | 3  | 1012 | 838  |
|  | 3. | Plastilegno Treviso         | 18 | 14 | 9  | 5  | 887  | 802  |
|  | 4. | Club Atletico Faenza        | 18 | 14 | 9  | 5  | 951  | 835  |
|  | 5. | Sorgente Alba Milano        | 16 | 14 | 8  | 6  | 929  | 846  |
|  | 6. | Pescara                     | 6  | 14 | 3  | 11 | 842  | 1114 |
|  | 7. | Aurelio Roma                | 4  | 14 | 2  | 12 | 815  | 1076 |
|  | 8. | Tazza D'Oro Roma            | 2  | 14 | 1  | 13 | 805  | 1061 |

## Seconda fase

### Poule Scudetto
|  |    | Classifica finale 1977-1978 | Pt | G  | V  | P  | PtF  | PtS  |
|  | -- | --------------------------- | -- | -- | -- | -- | ---- | ---- |
|  | 1. | Geas Sesto San Giovanni     | 26 | 14 | 13 | 1  | 1064 | 733  |
|  | 2. | Teksid Torino               | 24 | 14 | 12 | 2  | 1031 | 845  |
|  | 3. | Algida Roma                 | 22 | 14 | 11 | 3  | 871  | 825  |
|  | 4. | Pagnossin Treviso           | 16 | 14 | 8  | 6  | 937  | 914  |
|  | 5. | Club Atletico Faenza        | 10 | 14 | 5  | 9  | 805  | 883  |
|  | 6. | A.S. Vicenza                | 8  | 14 | 4  | 10 | 811  | 1009 |
|  | 7. | Plastilegno Treviso         | 4  | 14 | 2  | 12 | 812  | 980  |
|  | 8. | Foglia & Rizzi Parma        | 2  | 14 | 1  | 13 | 790  | 942  |

### Poule Salvezza
|  |    | Classifica finale 1977-1978       | Pt | G  | V  | P  | PtF  | PtS |
|  | -- | --------------------------------- | -- | -- | -- | -- | ---- | --- |
|  | 1. | Sorgente Alba Milano              | 22 | 14 | 11 | 3  | 1007 | 872 |
|  | 2. | Pejo Brescia                      | 18 | 14 | 9  | 5  | 908  | 874 |
|  | 3. | Ceramiche Forlivesi Busto Arsizio | 16 | 14 | 8  | 6  | 994  | 976 |
|  | 4. | Plia Castelli Bologna             | 16 | 14 | 8  | 6  | 818  | 804 |
|  | 5. | Pescara                           | 14 | 14 | 7  | 7  | 905  | 874 |
|  | 6. | Aurelio Roma                      | 12 | 14 | 6  | 8  | 957  | 919 |
|  | 7. | Annabella Pavia                   | 10 | 14 | 5  | 9  | 722  | 815 |
|  | 8. | Tazza D'Oro Roma                  | 4  | 14 | 2  | 12 | 846  | 921 |

## Verdetti
- Geas Sesto San Giovanni campione d'Italia 1977-1978: Maria Teresa Baldini, Lella Battistella, Mabel Bocchi, Rosetta Bozzolo, Cesati, Dora Ciaccia, Fogliani, Marina Re, Wanda Sandon, Cristina Tonelli. All.: Gurioli.
- Aurelio Roma, Annabella Pavia e Tazza D'Oro Roma retrocedono in Serie B.